# Frökontroll
Frökontroll innebar utövande av en systematisk kontroll för att garantera god kvalitet hos utsäde i handeln. Det kan avse utsäde såsom jordbruksväxter, köksväxter samt trädplantor. Frökontroll har spelat av avgörande roll för den utveckling - såväl kvalitativt som kvantitativt - som skett inom jordbruket sedan 1870.

## Behovet av frökontroll växer fram
Användningen av utsäde är grunden för jordbruk. Framför allt inom Europa började man från 1500-talet utveckla jordbruket med två metoder. Den första metoden var att plantera in önskvärda växter i nya länder och världsdelar. Detta skedde genom handel, vetenskapliga experiment och smuggling. Som exempel kan nämnas att gummiträdet 1875 smugglades från Brasilien (som då hade monopol på gummiproduktionen) via växthusen i Kew Gardens, London, till en botanisk trädgård på Sri Lanka. 50 år senare kom 98 % av världsproduktionen av gummi från Asien! Den andra metoden var att med olika metoder förädla utsädet. En av föregångarna var Birger Welinder, som 1886 genomförde ett antal lyckade experiment i Svalöv. 
Vid mitten av 1800-talet var handeln med utsäde omfattande. Problemen var dock många: förfalskningar, utsäde av olika sorter blandades (avsiktligt eller oavsiktligt), utsädet var ofta utblandat med ogräs, utsädet var drabbat av olika former av skadliga mikroorganismer samt att det generellt höll låg kvalitet.
För att motverka alla dessa problem krävdes dels utveckling av vetenskapliga metoder för att upptäcka problemen, dels kontrollfunktioner för att genomföra kontrollen i praktiken. Mendels upptäckt av ärftlighetslagarna under andra hälften av 1800-talet gav samtidigt växtförädlingen en vetenskaplig grund att utgå ifrån. Därmed kunde sortmaterialen kraftigt förbättras.

## De första frökontrollanstalterna skapas
Sammantaget var behoven stora av att kontrollera kvaliteten på det utsäde som såldes. Den första utsädeskontrollen i världen inrättades 1869 i Tyskland av Friedrich Nobbe. 1876 kom hans standardverk Handbuch der Samenkunde (som förblev frökontrollens standardverk under 50 år framåt). Denna utsädeskontroll uppnådde snabbt stora framgångar, och flera länder skapade en kontroll efter denna förebild. I Schweiz skedde detta genom Friedrich Gottlieb Stebler.
I Sverige var Lantbruksakademin snabb på att följa Tysklands exempel genom att 1874 skicka en cirkulationsskrivelse till samtliga hushållningssällskap i landet. Skrivelsen innehöll en uppmaning till dessa att börja kontrollera utsädeskvaliteten. Det första hushållningssällskap som anammade uppmaningen var Hallands hushållningssällskap som 1876 anslog medel för ändamålet.
Som ansvarig för verksamheten tillsattes August Lyttkens. Verksamheten byggdes upp på dennes gård Nydala, strax norr om Halmstad. Med Halland som mönster skapades kontrollorgan för frökontroll i övriga svenska län. 1894 fanns 24 kontrollanstalter. August Lyttkens blev för årtionden framåt den ledande personen inom svensk frökontroll. Han kvarstod som chef till 1893, då han utnämndes till lantbruksinspektör vid Lantbruksstyrelsen. Efter att en brand förstört Nydala inklusive frökontrollverksamheten bara två dagar efter Lyttkens utnämning, återuppbyggdes såväl gård som frökontroll året efter. Till ny chef utsågs August Lyttkens yngre bror Emil Lyttkens. Denna förestod verksamheten 1894 - 1911 för att därefter efterträdas av sin hustru Mina Lyttkens 1912 - 1925. Namnet Lyttkens var alltså starkt förknippat med frökontrollverksamheten i landet under dess 50 första år.
Internationellt hölls den första mötet kring utsädeskontroll redan 1875, med representanter från 31 laboratorier. Året efter hölls ett nytt möte, och detta ledde till att man inom frökontrollen - med Nobbe i spetsen - började ta fram metoder för att skapa en enhetlig testmetodik. Vid en internationell kongress i Cambridge skapades så en internationell sammanslutning för frökontroll "the International Seed Testing Association" (ISTA).
Den första skandinaviska utsädeskongressen hölls 1880 på initiativ från August Lyttkens. I Danmark hade frökontroll börjat tillämpas några år före Sverige, när landekonomen E. Møller-Holst 1871 skapade privat institution med namnet Dansk Markfrøkontrol . Även i Skandinavien lades fokus på framtagande av gemensamma metoder. Sådana infördes 1892-94 i Sverige, Danmark och Norge och så småningom även i Finland. 
Den svenska utvecklingen innebar att frökontrollen utvecklades under överinseende av ett statligt kontrollorgan. Inledningsvis innehade Lantbruksakademin denna roll, men från 1890 övertogs den av Lantbruksstyrelsen. 
Taxan för frökontroll sattes också av Lantbruksstyrelsen. Denna taxa sattes mycket lågt för att öka utsädeshandelns intresse för att testa sina produkter. Nackdelen med detta var att frökontrollverksamheterna därefter levde under stora ekonomiska svårigheter. Föreståndarna tvingades ofta även inneha ett annat yrke för att få ekonomin att gå ihop.
Det internationella inflytande ledde även i Sverige till hårdare krav på hur kontrollen genomfördes. Lantbruksstyrelsen genom sin frökontrollansvarige August Lyttkens utfärdade regler kring hur denna kontroll skulle genomföras och resultaten tolkas. Detta skedde kring sekelskiftet.

## Frökontrollen under 1900-talet
1924 skapades Sveriges första statliga frökontrollorgan: Statens centrala frökontrollanstalt, belägen i Bergshamra. Dess förste chef var Hernfrid Witte. Efter många heta debatter infördes 1926 enhetliga regler för frökontrollmetodiken i hela Skandinavien, vilket var ett stort framsteg. 1928 antogs Sveriges första frökontrollag. Den omfattade inledningsvis endast jordbruksväxter, och innebär krav på ursprungsmärkning, färgning av utländsk utsäde samt innehållsdeklaration.
Jorden i Bergshamra visade sig vara för ojämn för att fungera för en frökontrollanstalt. 1965 invigdes därför en filial i Stora Råby, Lund. Huvudverksamheten överflyttades successivt till Stora Råby, och Bergshamraverksamheten lades ner 1986. Statens utsädeskontroll ingår numera som en del - Utsädesenheten - inom Jordbruksverket.